# IC 759
IC 759 ist ein nichtexistentes Objekt im Sternbild Coma Berenices am Nordsternhimmel, welches der Astronom Guillaume Bigourdan am 23. März 1887 fälschlich als IC-Objekt beschrieb.